# マーム・マジョル・ボイ
マーム・マジョル・ボイ（Mame Madior Boye、1940年 - ）は、セネガル共和国の女性政治家で元首相。セネガル北西部の港湾都市サン＝ルイ生まれ。
彼女はムスタファ・ニアス首相が解任された際、アブドゥライ・ワッド大統領から首相に任命された。
ボイはワッド大統領と同じ与党セネガル民主党（PDS）に所属しており、ニアス時代とは違いボイ内閣の閣僚はPDSが支配的だった。
在任中の2002年9月26日、ジョラ号沈没事件が起きる。2002年11月4日、内閣総辞職。その後、2004年9月、ボイはアフリカ連合の特別代表に任命された。